# Flabellum Bastion
Der Flabellum Bastion ist ein Felsvorsprung auf King George Island im Archipel der Südlichen Shetlandinseln. Auf der Krakau-Halbinsel ragt er nordöstlich des Linton Knoll auf.
Das UK Antarctic Place-Names Committee benannte ihn am 15. Februar 1998. Namensgebend sind hier gefundene Fossilien von Gorgonien der Gattung Flabellum.